# El Empleo
El Empleo é um filme-animação de curta-metragem argentino lançado em 2008. Criado pelo estúdio de animação argentino Opusbou, dirigido por Santiago Bou Grasso e escrito por Patricio Gabriel Plaza, o curta questiona as relações de trabalho modernas, na qual as pessoas são tratadas como objetos.

## O Filme
Em pouco mais de 7 minutos - e nenhum diálogo - o curta mostra um homem indo trabalhar. No entanto, todos os objetos são "desempenhados" por pessoas que tornam-se simplesmente autômatos, ou, nem isso, coisas estáticas, desde um abajur até um elevador (até um capacho).
O filme foi uma produção independente, e levou dois anos para ser finalizado. No total, 8.600 desenhos foram feitos à mão para a animação em 2D, inseridos nos fundos em aquarela.
A ideia do roteiro foi de Patricio Plaza, ilustrada pela concepção de Santiago.

## Principais prêmios e indicações
- Até abril de 2014, o filme já havia conquistado mais de 100 prêmios internacionais.[1]

Seção incompleta

### Prêmios argentinos
| Ano                                                                          | Prêmio                                                  | Indicação        | Resultado           | Ref.                |
| ---------------------------------------------------------------------------- | ------------------------------------------------------- | ---------------- | ------------------- | ------------------- |
| 2008                                                                         |                                                         |                  |                     |                     |
| Festival Internacional de Cinema de Mar del Plata                            | Melhor Filme Nacional de Curta-Metragem                 | Venceu           | [carece de fontes?] |                     |
| Festival Internacional de Cinema de Mar del Plata                            | Premio Especial do Programa "Without Frontiers"         | Venceu           |                     |                     |
| INCAA La Noche del Cortometraje                                              | Segundo Premio del Jurado                               | Venceu           |                     |                     |
| INCAA La Noche del Cortometraje                                              | Primer Premio del Público                               | Venceu           |                     |                     |
| Expotoons Festival Internacional de Animación                                | Primer Premio Cortometrajes                             | Venceu           |                     |                     |
| Concurso Alberto Fischerman de Cortometrajes del Fondo Nacional de las Artes | Primer Premio Cortometrajes                             | Venceu           |                     |                     |
| Concurso Alberto Fischerman de Cortometrajes del Fondo Nacional de las Artes | Premio del Directorio                                   | Venceu           |                     |                     |
| FEJOREL Festival y Jornadas de Realizadores Latinoamericanos                 | Melhor Curta-metragem                                   | Venceu           |                     |                     |
| FEJOREL Festival y Jornadas de Realizadores Latinoamericanos                 | Melhor Roteiro                                          | Venceu           |                     |                     |
| FEJOREL Festival y Jornadas de Realizadores Latinoamericanos                 | Melhor Animação                                         | Venceu           |                     |                     |
| Festival de Cine Independiente Festi Freak La Plata                          | Primer Premio Cortometraje Animación                    | Venceu           |                     |                     |
| Festival Internacional “Nueva Mirada” para la Infancia y la Juventud         | Barrilete de Oro al Mejor Cortometraje para la Juventud | Venceu           |                     |                     |
| Festival de Cine y Video Independiente de Cipolletti                         | Melhor Curta-metragem de Animação                       | Venceu           |                     |                     |
| Festival Internacional de Cine-Corto de Tapiales                             | Primer Premio Animación                                 | Venceu           |                     |                     |
| Festival de Cine Latino de Buenos Aires                                      | Melhor Animação                                         | Venceu           |                     |                     |
| Festival de Cine UNCIPAR                                                     | Segundo Premio del Jurado                               | Venceu           |                     |                     |
| Festival de Cine UNCIPAR                                                     | Premio do Público                                       | Venceu           |                     |                     |
| 2009                                                                         | ANIMA - Córdoba International Animation Festival        | Grand Jury Prize | Venceu              | [carece de fontes?] |

### Prêmios internacionais
| Ano                                                         | Prêmio                                                                 | Indicação                         | Resultado           | Ref.                |
| ----------------------------------------------------------- | ---------------------------------------------------------------------- | --------------------------------- | ------------------- | ------------------- |
| 2008                                                        |                                                                        |                                   |                     |                     |
| Tirana Film Festival                                        | Primeira Menção - Curta-metragem de Animação                           | Venceu                            |                     |                     |
| Leipzig Argentinische Filmtage                              | Mención al Mejor Cortometraje                                          | Venceu                            |                     |                     |
| Festival de Berlim                                          |                                                                        | Venceu                            | [ 3 ]               |                     |
| Kratkofil Short Film Festival                               | Melhor Animação                                                        | Venceu                            |                     |                     |
| Festival Anima Mundi                                        | Premio Especial (Curta-metragem)                                       | Venceu                            |                     |                     |
| Festival Internacional de Curta-metragens de São Paulo      | Menção Honrosa - 10 melhores curtas latinoamericanos (Voto do Público) | Venceu                            |                     |                     |
| FESANCOR Festival de cortometrajes de Santiago              | Primer Premio Animación Internacional                                  | Venceu                            |                     |                     |
| Havana Film Festival                                        | Grand Coral - First Prize (categoria: Filme de Animação)               | Venceu                            | [carece de fontes?] |                     |
| Portal de Cine y del Audiovisual Latinoamericano y Caribeño | Premio do Público                                                      | Venceu                            |                     |                     |
| Festival Internacional de Animación en Ecuador Animec       | Primeiro Premio - Melhor Animação Iberoamericana                       | Venceu                            |                     |                     |
| Festival Animabasauri                                       | Primer Premio Sección Karratu                                          | Venceu                            |                     |                     |
| Festival de Cinema Jove Valencia                            | Premio Canal                                                           | Venceu                            |                     |                     |
| Festival de Cinema Jove Valencia                            | Premio al Mejor Cortometraje                                           | Venceu                            |                     |                     |
| Certamen Audiovisual de Vilagarcía                          | Premio Mejor Animación Internacional                                   |                                   |                     |                     |
| Festival de Cortometrajes “La Boca del Lobo”                | Primer Premio de Animación Internacional                               | Venceu                            |                     |                     |
| Bolzano Short Film Festival                                 | Premio Especial do Jurado                                              | Venceu                            |                     |                     |
| Bolzano Short Film Festival                                 | Prêmio do Público                                                      | Venceu                            |                     |                     |
| Bolzano Short Film Festival                                 | Premio do Jurado Juvenil                                               | Venceu                            |                     |                     |
| FENACO Festival de cortometrajes de Cusco                   | Segundo Premio Animación                                               | Venceu                            |                     |                     |
| Festival Etiuda & Anima                                     | Premio do Público                                                      | Venceu                            |                     |                     |
| Festival Anim’est                                           | Primeiro Prêmio do Jurado - Trofeo Anim’Est                            | Venceu                            |                     |                     |
| KROK International Animated Film Festival                   | Menção do Jurado                                                       | Venceu                            |                     |                     |
| Festival Internacional de Animación FIA 08                  | Premio del público                                                     | Venceu                            |                     |                     |
| San Francisco Short Film Festival                           | Melhor Roteiro                                                         | Venceu                            |                     |                     |
| 2009                                                        | Festival Internacional de Cinema de Animação de Annecy                 | FIPRESCI Prize                    | Venceu              | [carece de fontes?] |
| 2009                                                        | Festival Internacional de Cinema de Animação de Annecy                 | The Annecy Cristal                | Indicado            | [carece de fontes?] |
| 2009                                                        | Lleida Latin-American Film Festival                                    | Melhor Filme de Curta-Metragem    | Venceu              | [carece de fontes?] |
| 2009                                                        | Festival MEIFF                                                         | Menção Especial do Jurado         | Venceu              |                     |
| 2009                                                        | Festival Ismailia de Egipto                                            | Melhor Animação Internacional     | Venceu              |                     |
| 2009                                                        | Festival I've seen films                                               | Melhor Curta-metragem de Animação | Venceu              |                     |
| 2009                                                        | Festival BKKIAF                                                        | Melhor Curta-metragem de Animação | Venceu              |                     |
| 2010                                                        | Hiroshima International Animation Festival                             | Audience Award                    | Venceu              | [carece de fontes?] |
| 2010                                                        | Hiroshima International Animation Festival                             | Grand Prix                        | Indicado            | [carece de fontes?] |
| 2014                                                        | Concurso de Animación Film Skillet                                     | Melhor Animação                   | Pendente            | [ 4 ]               |